# 京都女子大学

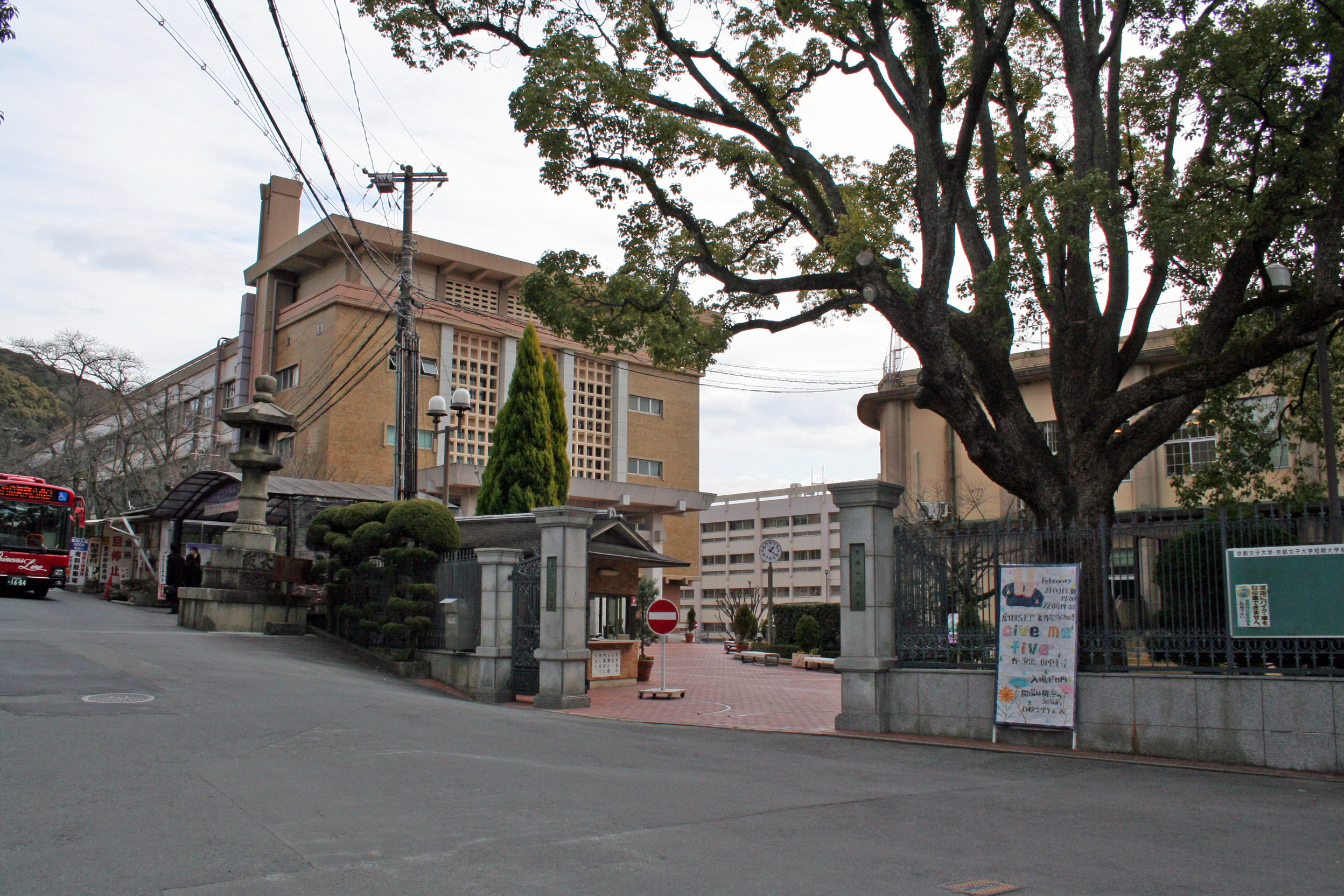
大学正面

京都女子大学（Kyoto Women's University），简称“京女”，是位于日本京都府京都市的一所私立女子大學。

## 历史
京都女子大学的前身是显道女学院，1899年由甲斐和里子创建。1945年升级为大学改为现名。同时设置文学部和家政学部，2000年增设社会学部，2004年文学部教育学科和家政学部儿童学科改组设立为开发教育学部，2011年增设法学部。

## 院系
- 文学部
  - 国文学科
  - 英文学科
  - 史学科
- 开发教育学部
  - 教育学科
    - 教育学专攻
    - 心理学专攻
    - 音乐教育学专攻

  - 儿童学科
- 家政学部
  - 食物营养学科
  - 生活造形学科
  - 生活福祉学科
- 现代社会学部
  - 现代社会学科
- 法学部
  - 法学科
- 京都女子大学短期大学部
  - 文学科
    - 国语・国文专攻
    - 英语・英文专攻

  - 初等教育学科
  - 生活造形学科

## 大学院
- 文学研究科
  - 国文学专攻
  - 英文学专攻
  - 史学专攻
- 开发教育学研究科
  - 教育学专攻
  - 心理学专攻
  - 表现文化专攻
  - 儿童学专攻
- 家政学研究科
  - 食物学专攻
  - 生活造形学专攻
  - 生活福祉学专攻
  - 生活环境学专攻（博士后课程）
- 现代社会研究科
  - 公共圈创成专攻